# Zygfryd Kuchta
Zygfryd Kuchta (ur. 5 stycznia 1944 w Diepholz) – polski piłkarz ręczny grający na pozycji obrotowego i obrońcy, a także trener tej dyscypliny. Medalista olimpijski (jako zawodnik) i medalista mistrzostw świata (jako trener). Uznawany za najlepszego obrońcę w historii polskiego szczypiorniaka.

## Życiorys
Karierę sportową rozpoczął w 1960 jako zawodnik koszykówki w drużynie młodzików łódzkiego MKS MDK. Studiował na Akademii Wychowania Fizycznego, którą ukończył w 1968 z tytułem zawodowym magistra wychowania fizycznego i uprawnieniami trenera drugiej klasy w koszykówce i piłce ręcznej. W czasie studiów kontynuował bez sukcesów karierę zawodnika koszykówki (w stołecznym AZS-AWF), w wieku 23 lat zmienił dyscyplinę na piłkę ręczną. Otrzymał pseudonim boiskowy „Zyga”.
Po ukończeniu studiów jako mierzący 189 cm i ważący 88 kg sportowiec został zawodnikiem Spójni Gdańsk, z którą zdobył dwa tytuły mistrza Polski (1969, 1970). W 1970 powrócił do Łodzi, grał kilka lat w Anilanie (ok. 500 spotkań).
W latach 1967–1976 rozegrał w polskiej reprezentacji narodowej 142 spotkania (wielokrotnie pełnił funkcję kapitana zespołu). Uczestniczył w mistrzostwach świata w 1970 i w 1974, a także dwukrotnie w igrzyskach olimpijskich. W Monachium w 1972 zajął z polską drużyną dziesiąte miejsce, zaś w Montrealu w 1976 wywalczył brązowy medal.
W 1976 wyjechał do Austrii. Pracował tam do 1979 jako szkoleniowiec i zawodnik, dwukrotnie zdobył z ASKO Linz mistrzostwo kraju (1978 i 1979). Do Polski powrócił w 1980, by pracować jako szkoleniowiec Anilany (z którą wywalczył mistrzostwo Polski w 1983) i trener kadry narodowej (od 1981), która pod jego opieką zdobyła brązowy medal na mistrzostwach świata w 1982. Kierowana przez niego drużyna wywalczyła prawo udziału w Igrzyskach Olimpijskich w Los Angeles w 1984, które jednak zostały zbojkotowane przez Polskę. Zygfryd Kuchta podjął wówczas decyzję o wyjeździe do Zjednoczonych Emiratów Arabskich, gdzie pracował z zespołami klubowymi i reprezentacją tego kraju.
Po powrocie do Europy pełnił jeszcze ponownie funkcje szkoleniowe w klubach z Łodzi i Linzu, a w latach 2003–2006 był trenerem kobiecej reprezentacji Polski. Zamieszkał w Łodzi, gdzie został wykładowcą wychowania fizycznego na Wydziale Nauk o Wychowaniu Uniwersytetu Łódzkiego.

## Odznaczenia i wyróżnienia
Odznaczony Krzyżem Kawalerskim (2014) i Oficerskim (2021) Orderu Odrodzenia Polski. Wyróżniony jubileuszowym medalem na 600-lecie Łodzi (2023).